# Astarte polaris
Astarte polaris är en musselart som beskrevs av Dall 1903. Astarte polaris ingår i släktet Astarte och familjen Astartidae. Inga underarter finns listade i Catalogue of Life.